# 双拼
双拼是汉语拼音输入法的一种编码方案，有时也称“双打” 或 “双拼双打”。相对于全拼而言，使用双拼输入汉字时只需输入一个代表声母的字母，一个代表韵母的字母，就可以打出任意一个中文字了。注音輸入法也有雙拼，但不常見。
目前Windows、Android、macOS、iOS、Linux平台上都有输入法支持双拼，包括iOS系统自带输入法、QQ输入法、百度输入法、搜狗输入法、谷歌输入法、微软必应输入法、微软拼音输入法、Rime和Fcitx等。其中搜狗拼音输入法提供了7种方案,  微软必应输入法提供了  4种双拼方案，两者皆可自定义映射。

## 源起
由于全拼和简拼学习成本低，所以大多数用户刚开始接触电脑时使用它们输入汉字。熟悉电脑后，一些用户出于兴趣、工作或生活上的需要（经常需要录入文字）会寻找更高效的输入法。
对于感觉全拼（含简拼）过于低效而学习字型编码输入法（如五笔输入法、郑码）困难的人群，双拼成了他们的一种选择：双拼的优点是其基于全拼、学习成本相对较低；缺点是重码率与全拼无异，输入效率仍不及字形输入法。

## 编码技术

### 主要原理
双拼编码是通过一定的规则把汉字的每个音节编码为两个字母，前一个字母代替声母部分，后一个字母代替韵母部分，声母和韵母各为一键。根据编码规则汉字的拼音可分为下列几类：
- 双拼方案：单声母键位不变，主要是韵母键位的设计方案，即把三个双声母 zh、ch、sh 和 35 个韵母安排到键盘的 26 个字母键位上的设计方案，具体请参阅后面流行双拼方案键位图。
- 零声母方案：指全拼中无声母的音节在双拼中的处理方案，即全拼中有几个音节没有声母，双拼中需要把这个零声母实质化，于是就有了零声母方案。
  1. 固定一个字母做零声母 + 韵母所在键，如微软双拼、智能ABC、紫光双拼、搜狗双拼、国标双拼（其中国标双拼为固定A键做零声母，微软双拼、智能ABC[1]、紫光双拼、搜狗双拼为固定O键做零声母）。
  2. 以韵母首字母为零声母 + 韵母所在键，如拼音加加[註 1]。
  3. 单韵母、三韵母为韵母首字母 + 韵母所在键，双韵母照原样输入，如自然码、小鹤双拼[註 2]。

第三种方案与第二种的区别是双字母的零声母拼音保留全拼输入方式。这三种方案各有特点，前两种规则简明，而第三种适应性稍强。选择时必须注意，有些输入法支持双拼方案时仅支持固定声母，即不完全支持非固定零声母方案，此时需要通过其他方式实现完整的支持，如通过自定义短语。

### 学习难度
与全拼比较，双拼中由于拼音对应的字母与编码没有直观的联系，因此需要记忆键位（主要是韵母与按键的对应关系）后才能使用。对于刚接触的用户，可通过下列方法快速学会双拼键位并形成手感（即机械记忆，而非在需要输入编码时先思考它所对应的键位后再输入）：
- 把韵母键位与声母结合，编成诗歌助记（因为声母与其字母键位对应，所以无需学习）；
- 通过一些在线学习平台，比如双拼在线练习[8]网站等在线学习双拼布局键位，通过对文章的不断练习，以达到对键位的熟悉。
- 通过一些练习软件分步训练，可较快形成机械记忆，这类软件如爱不释手打字练习软件（Typingfaster）[9]；
- 采用逐步提示的输入软件，如在极点五笔中挂接双拼方案后，通过选项设置“启用编码逐渐提示”，则会在输入时同步提示以已输入编码开头的所有编码和对应字符提示；
- 部分输入软件如搜狗支持「双拼下同时启用全拼」，两者基本不会冲突[10]；
- 在学习时打开双拼键位图，一些输入法提供这种功能。

## 流行的双拼方案
在搜狗拼音、QQ拼音、谷歌拼音、拼音加加、小鹤双拼、微软必应输入法等主流拼音输入法中内置了以下常见的双拼方案，初学者在选择时可参考网上对它们之间比较 。
使用这些键位图时需注意v表示ü，ue和ve表示üe，un同时表示un和ün，uan同时表示uan和üan。
常见的雙拼方案包括：(1)微軟、(2)智能ABC、(3)加加、(4)小鶴、(5)搜狗、(6)紫光、(7)自然碼。
不太常见的雙拼方案包括：(8)國標（中華人民共和國國家標準）、(9)雅歌、(10)徐氏、(11)藍天、(12)白雲、(13)新華、(14)UCDOS。
愛好者雙拼方案包括：(15)小浪、(16)大牛、(17)鍵道3、(18)鍵道6、(19)星空、(20)開源小鸛、(21)小月、(22)韻標、(23)C雙拼、(24)飛貓。
其中小鶴雙拼與自然碼與雅歌雙拼為音形輸入法，也就是「前兩碼音碼」+「後兩碼形碼」，不過形碼是輔助碼，也就是可以只輸入音碼。

### 流行双拼方案键位图
微软拼音双拼方案，注意ing在分号键，ü在Y，üe在较老的版本中需按全拼时作ue或ve击不同键，最新版本的 Windows 10 已经不再区分两者，因而可以完全兼容搜狗拼音方案。

智能ABC双拼方案，注意在一些第三方输入法如搜狗输入法中，üe需按全拼时作ue或ve击不同键。最新版本的Windows 10和Mac OS Catalina已不区分ue或ve，üe或ue都已经被分配在了m键上。

拼音加加双拼方案，注意üe（全拼时作ue或ve）在X。

小鶴雙拼方案

搜狗拼音双拼方案，注意ing在分号键，ü在Y。

紫光拼音双拼方案，注意üe（全拼时作ue或ve）在N，ing在分号键。

自然碼雙拼方案

中华人民共和国国家标准双拼方案（GB/T 34947-2017《信息技术 汉语拼音双拼和三拼输入通用要求》）

雅歌雙拼方案，注意此雙拼方案中有一組重碼音，ME可能是me（麼）或mo（莫）

小浪雙拼方案，注意此雙拼方案中有兩組重碼音，LK可能是lai（來）或lia（倆），NM可能是nen（嫩）或niang（娘）。

大牛雙拼方案

## 注音輸入法的雙拼
注音輸入法的雙拼並不常見，一般會叫做「雙碼注音輸入法」，其中具代表性的有晌燁雙拼輸入法與婕涵雙拼音形輸入法，後者為音形輸入法，也就是「前兩碼音碼」+「後兩碼形碼」，不過與自然碼跟小鶴雙拼類似，形碼是輔助碼，也就是可以只輸入音碼。

## 備註
1. ↑  拼音加加实际上兼容两种零声母方案。[5]
2. ↑  小鹤双拼输入双韵母时也可以同第二种方案输入。[6]

## 外部連結
- 主流雙拼方案鍵位圖 （页面存档备份，存于）（提供8種雙拼方案）
- 雙拼方案選擇（提供10種雙拼方案）
- 雙拼練習 （页面存档备份，存于）（提供17種雙拼方案）
- 双拼方案评测、优化和生成 （页面存档备份，存于）
- 各雙拼輸入方案之間有明顯的優劣之分嗎？ （页面存档备份，存于）（分析12種雙拼方案的優劣）
- 二〇二二年，来试试双拼输入法吧 （页面存档备份，存于）
- 做少数派中的少数派：双拼输入快速入门 （页面存档备份，存于）
- 让双拼不再是只属于少数人的输入方式 （页面存档备份，存于）